# Witternesse
Witternesse település Franciaországban, Pas-de-Calais megyében. Lakosainak száma 620 fő (2022. január 1.). Witternesse Aire-sur-la-Lys, Blessy, Lambres, Liettres és Quernes községekkel határos.

## Népesség
A település népessége az elmúlt években az alábbi módon változott:
| Lakosok száma | 582  | 585  | 597  | 587  | 587  | 587  | 599  | 604  | 620  |
|               | 2013 | 2015 | 2016 | 2017 | 2018 | 2019 | 2020 | 2021 | 2022 |